# Kościół Matki Bożej Królowej Pokoju w Monachium
Kościół Matki Bożej Królowej Pokoju (niem. Maria, Königin des Friedens) – świątynia rzymskokatolicka w Monachium, w Bawarii, siedziba parafii Matki Bożej Królowej Pokoju.
Świątynia jest inspirowana kościołami gotyckimi i późnoromańskimi, mimo że jest modernistyczna.
Kościół został poświęcony 24 października 1937 przez arcybiskupa Monachium i kardynała Michaela von Faulhabera. Świątynią od 1994 opiekują się polscy franciszkanie konwentualni. W niedzielę i święta o godzinie 18:30 msza święta jest odprawiana w języku polskim.
W prezbiterium znajduje się fresk przedstawiający Matkę Bożą Królową Pokoju z Dzieciątkiem Jezus.
Na 43-metrowej wieży zawieszone są cztery dzwony: najmniejszy, brązowy dzwon jest przedwojenny, a trzy większe dzwony odlało w 1952 roku przedsiębiorstwo Bochumer Verein.

## Galeria

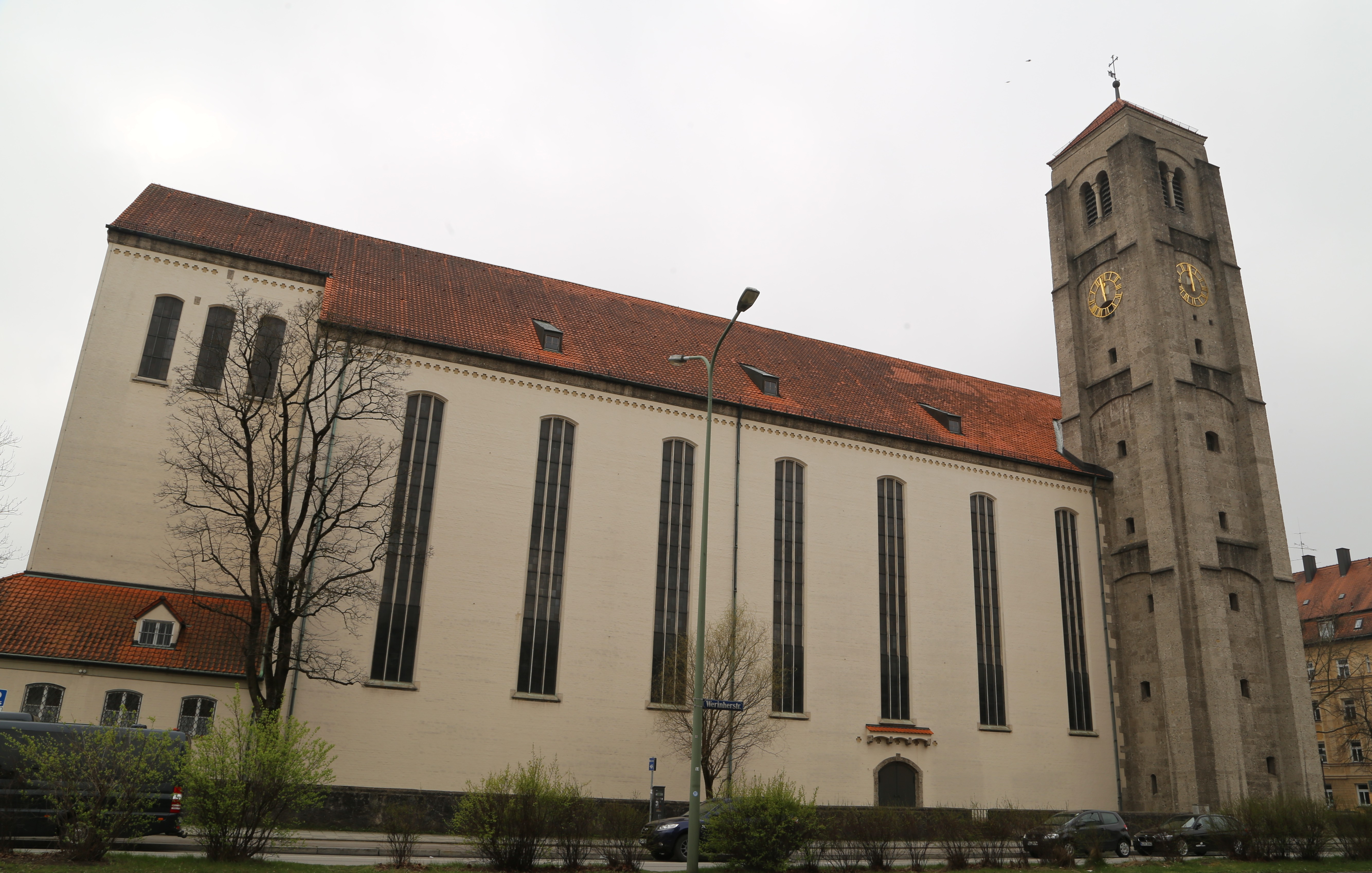
Widok z boku
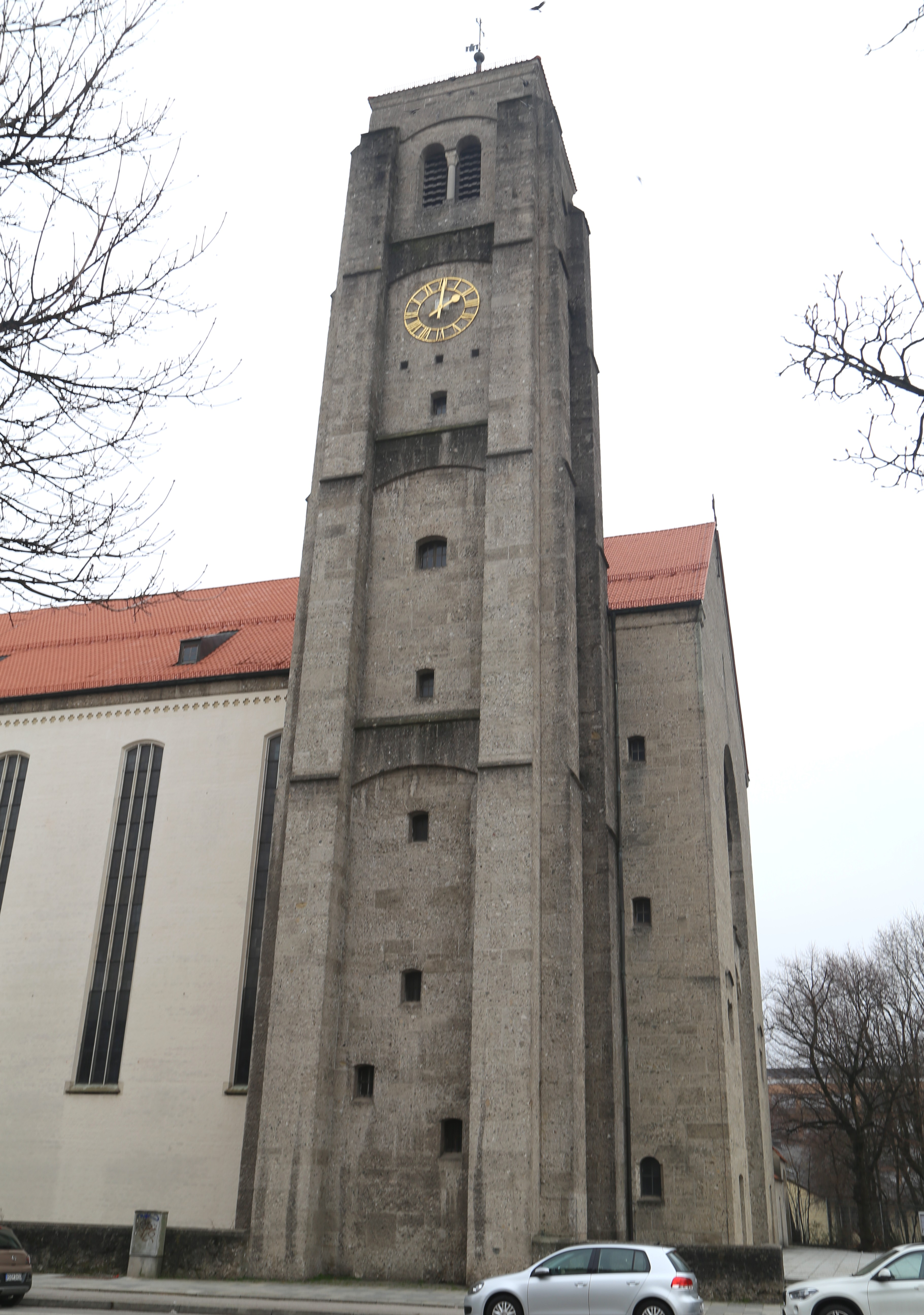
Wieża
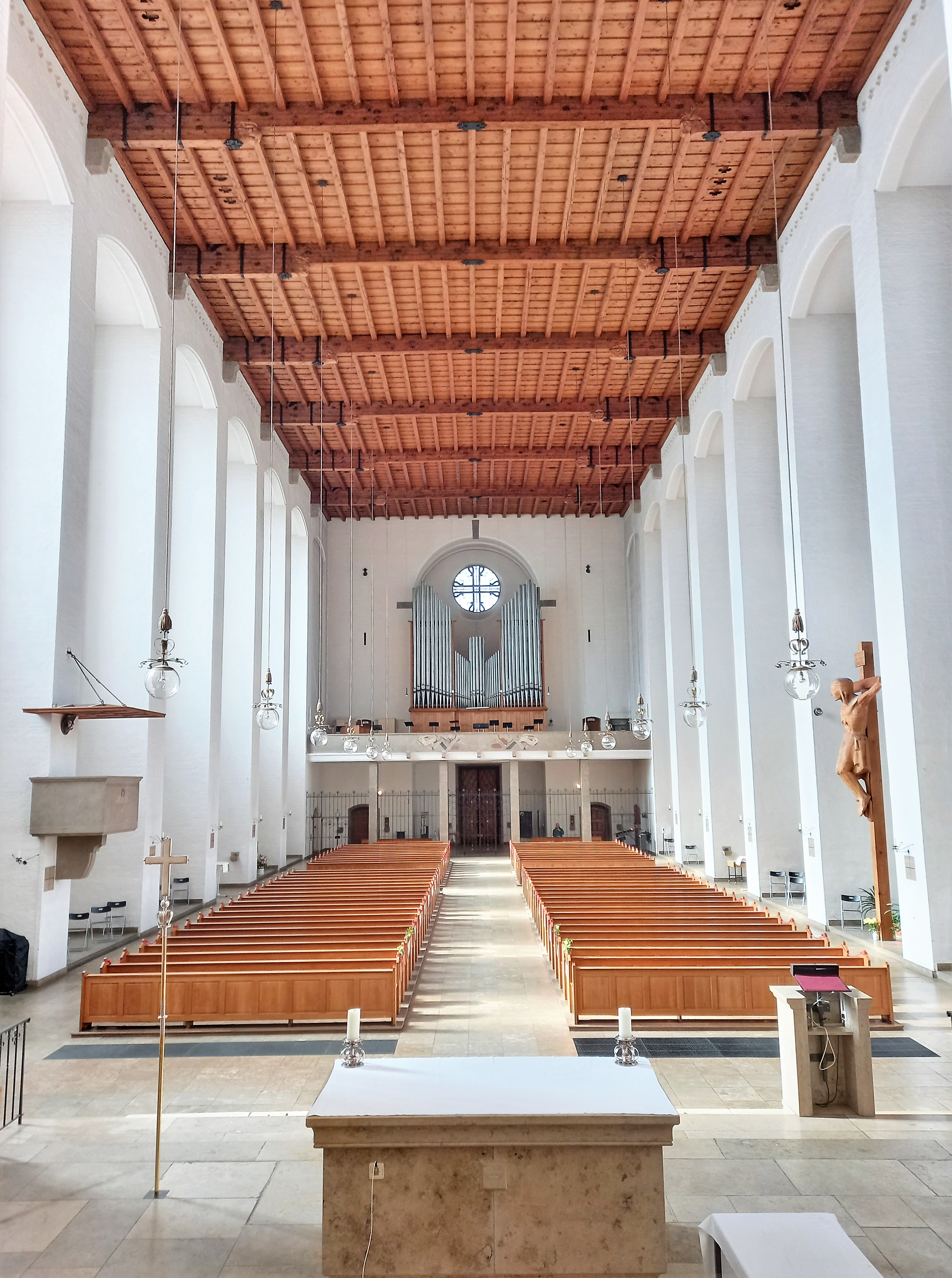
Wnętrze, widok w kierunku organów
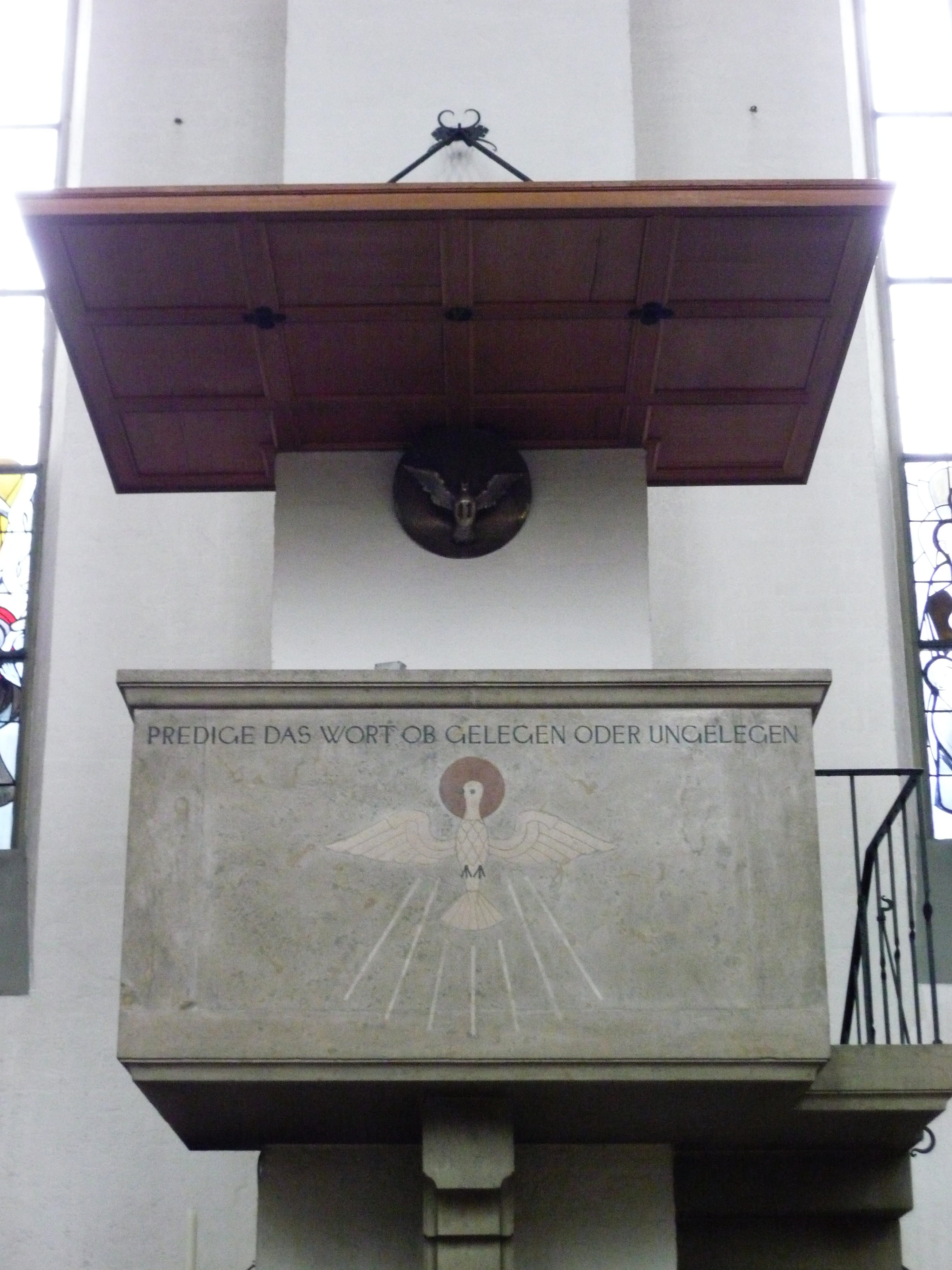
Ambona
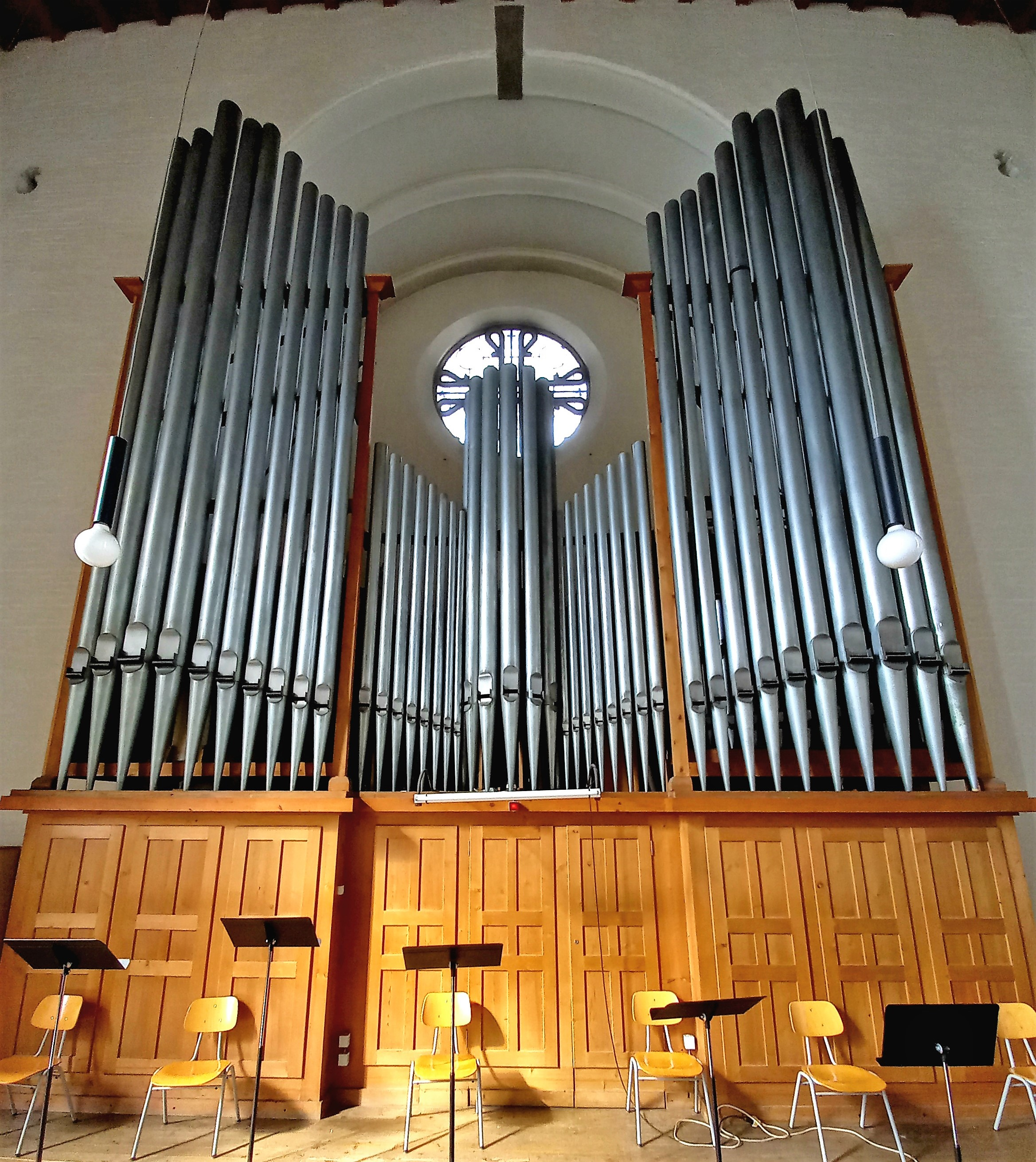
Organy
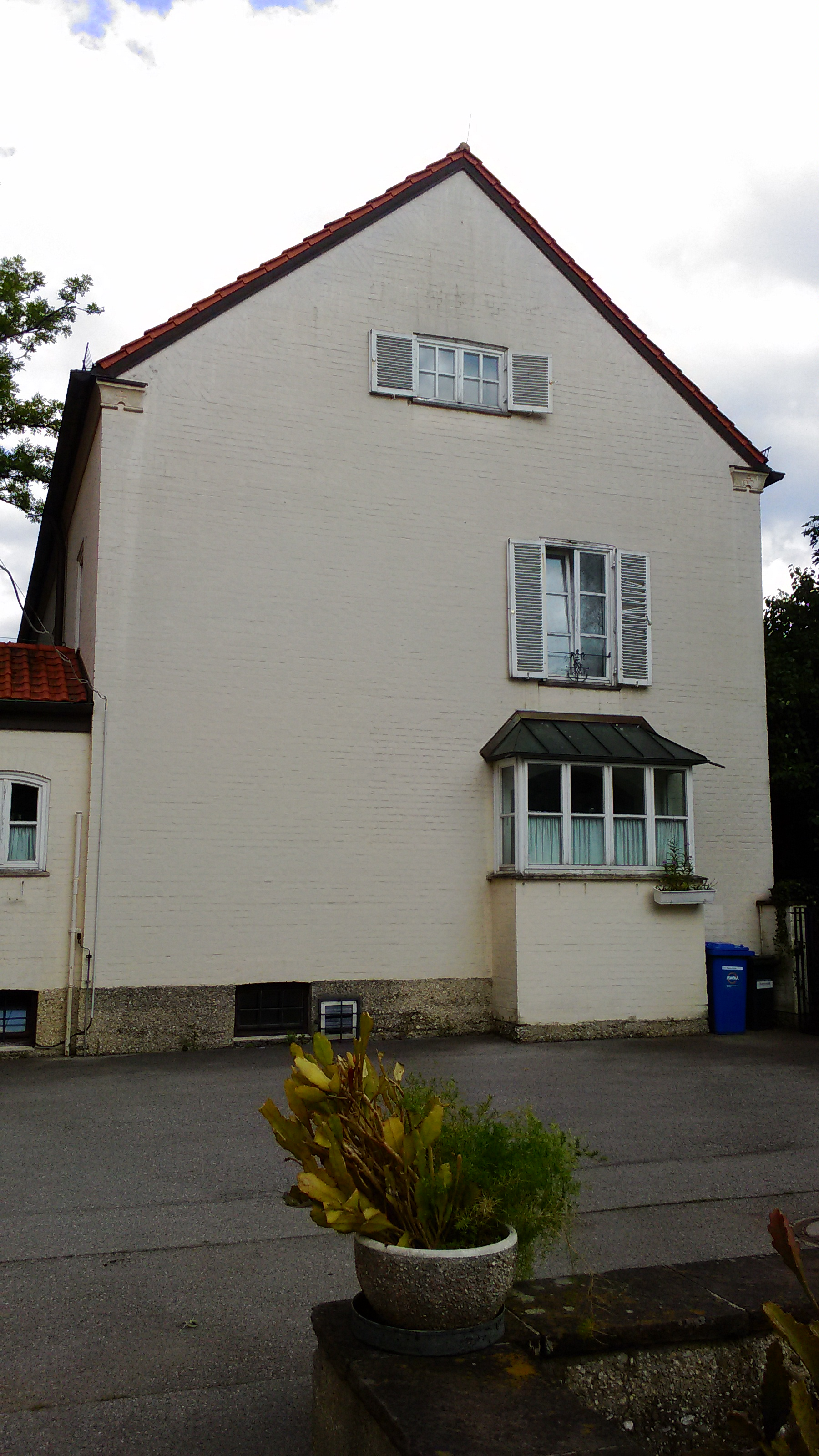
Plebania